# Johann Scharnagel
Johannes Scharnagel (Wunsiedel, ca 1480 – Leipzig 1513, was Thomascantor van 1505 -1513. In 1511 moest  hij de stad Leipzig tijdelijk ontvluchten, omdat hij verdacht werd van doodslag op een koorlid van de Nikolaikirche, maar hij werd later door de raad van Leipzig weer begenadigd.
In 1512 voerde hij een motetten-passie (misschien die van Jacob Obrecht) uit in zowel de Nikolaikirche als in de Thomaskirche met een koor, bestaande uit twaalf leerlingen.
Hij stierf in 1513 na het eten van bedorven   vlees op een bruiloft,  waar hij muziek had gemaakt.